# Widzów
Widzów est une localité polonaise de la gmina de Kruszyna, située dans le powiat de Częstochowa en voïvodie de Silésie.